# Rábacsanak
Rábacsanak község Győr-Moson-Sopron vármegyében, a Csornai járásban.

## Fekvése
Magyarország északnyugati részén, a Rábaközben, Győrtől, a megyeszékhelytől 40 kilométerre nyugat-délnyugatra, a járási székhelytől, Csornától 12 kilométerre délre helyezkedik el. A falu kelet-nyugati irányban terül el. Fésüs település, a főutcára hat mellékutca fűződik fel. A község határát a Linkó-árok szeli át.

### Megközelítése
A település legfontosabb közúti megközelítési útvonala a 86-os főút, amely a közvetlenül a nyugati határszéle mellett húzódik; ezen közelíthető meg Csorna és Szombathely irányából is. A község lakott területén viszont csak a 8419-es út húzódik végig, ezen érhető el Tét és a 83-as főút irányából. Szannyal a 8408-as út köti össze.
A hazai vasútvonalak közül a települést a MÁV 14-es számú Pápa–Csorna-vasútvonala érinti, amely a keleti határában húzódik végig észak-déli irányban. A vonalnak egy megállási pontja van itt, Egyed-Rábacsanak vasútállomás, mely a 8419-es út vasúti keresztezésétől délre helyezkedik el, közvetlen közúti elérését a 84 111-es számú mellékút biztosítja.

## Története
Első írásos említése  1351-ből való. Birtokosa a középkortól a győri püspökség, amelynek Kesző nevű várához tartozott. Az 1594. évi török pusztítás következtében a falu kihalt, de 1619-re már újra benépesült. Napóleon császár hadai 1809-ben Medárd napján vonultak át a településen. Kolerajárvány kétszer is pusztított Rábacsanakban: 1832-ben, és 1855-ben. 1873-ban tűzvész martaléka lett a falu nagy része.
Az 1848-49-es szabadságharcban 12 honvéd vett részt. Az 1900-as évek elején több tucat család költözött ki Amerikába. Az 1921-es földreform keretében 221-en földet, 65-en pedig házhelyet kaptak.  A falu lakóinak száma lassan nőtt egészen 1930-ig, amikor meghaladta az 1 300-at.

## Mai élete
A második világháború után 1948-ban alakult meg a faluban az első termelőszövetkezet. Ez később felbomlott, de a téeszesítés második hullámában 1958-ban 6 fő kivételével ismét mindenkit beszerveztek. Kezdeti megtorpanás után az 1960-as évektől kezdve szépen gyarapodott a község: orvosi rendelő, hattantermes iskola és új posta épült, korszerűsítették a tanácsházát, és az idősek otthona is megfelelő elhelyezést nyert. 
Rábacsanak kedvező adottságú település: határának jó minőségű öntéstalaja megfelel a gabonafélék termesztésének. A kapások közül a kukorica vetésterülete a legnagyobb, de régebben sok cukorrépát is termeltek a falu határában. Az állattenyésztés súlya azonban még a növénytermesztésénél is nagyobb volt: a Rábacsanakban nevelt tenyészállatok elismerést szereztek a helyi gazdáknak.
1976-ban a rábacsanaki, az egyedi és az árpási termelőszövetkezetet rábacsanaki központtal egyesítették, de a rendszerváltás után a téeszek ismét önállóak lettek.
A hajdani állattenyésztési hagyomány megszűnőben van. A ház körüli kertekben ma főleg málnát és uborkát termesztenek.  A szántóföldek nagy részét bérbeadással hasznosítják. A legnagyobb bérlő a szövetkezet. A munkaképes lakosság egy része városokba jár dolgozni, a többiek fő megélhetési forrása továbbra is a növénytermesztés és az állattartás.
A rendszerváltás után ismét önálló önkormányzata lett a falunak, de hivatalát  a szanyi körjegyzőség látja el. Az általános iskolát  Szil, az orvosi ellátást Egyed községgel közösen működtetik. A falu infrastrukturális ellátottsága jónak mondható: villany, víz, csatorna, vezetékes gáz, telefon, aszfaltozott utak és járdák, kábeltévé-hálózat.
Az egykori népi szokások a májusfaállítás és a karéj nevű tánc kivételével eltűnőben vannak.
A falu lakóinak száma folyamatosan csökken. Többségük római katolikus vallású.

## Közélete

### Polgármesterei
- 1990–1994: Telekesi József (független)[3]
- 1994–1998: Telekesi József (független)[4]
- 1998–2002: Telekesi József (független)[5]
- 2002–2006: Telekesi József (független)[6]
- 2006–2010: Telekesi József (független)[7]
- 2010–2014: Telekesi József (független)[8]
- 2014–2019: Telekesi József (független)[9]
- 2019–2024: Nagy Péter (független)[10]
- 2024– : Nagy Péter (független)[1]

## Népesség
A település népességének változása:
| Lakosok száma | 468  | 478  | 485  | 501  | 518  | 506  | 502  |
|               | 2013 | 2014 | 2015 | 2021 | 2022 | 2023 | 2024 |

A 2011-es népszámlálás során a lakosok 97,3%-a magyarnak, 0,4% németnek mondta magát (2,7% nem nyilatkozott; a kettős identitások miatt a végösszeg nagyobb lehet 100%-nál). A vallási megoszlás a következő volt: római katolikus 82,8%, református 0,2%, evangélikus 0,8%, görögkatolikus 0,4%, felekezeten kívüli 5,9% (9,8% nem nyilatkozott).
2022-ben a lakosság 89,2%-a vallotta magát magyarnak, 0,6% németnek, 0,4% ukránnak, 0,2% cigánynak, 0,2% románnak, 0,2% örménynek, 2,3% egyéb, nem hazai nemzetiségűnek (10,2% nem nyilatkozott; a kettős identitások miatt a végösszeg nagyobb lehet 100%-nál). Vallásuk szerint 45% volt római katolikus, 1,2% református, 0,8% evangélikus, 0,4% görög katolikus, 0,2% izraelita, 1,4% egyéb keresztény, 0,8% egyéb katolikus, 3,5% felekezeten kívüli (46,7% nem válaszolt).

## Látnivalók

### Mária és Szent Sebestyén oszlopa
Az 1714-ben állított, szőlőindával díszített toszkán oszlopon Mária, az oszlop tövében pedig Szent Sebestyén kis szobra áll.

### Római katolikus templom
A falu hajdani barokk templomának helyére építették 1927-ben neoromán stílusban. Építtette Fetser Antal győri püspök.

## Képgaléria

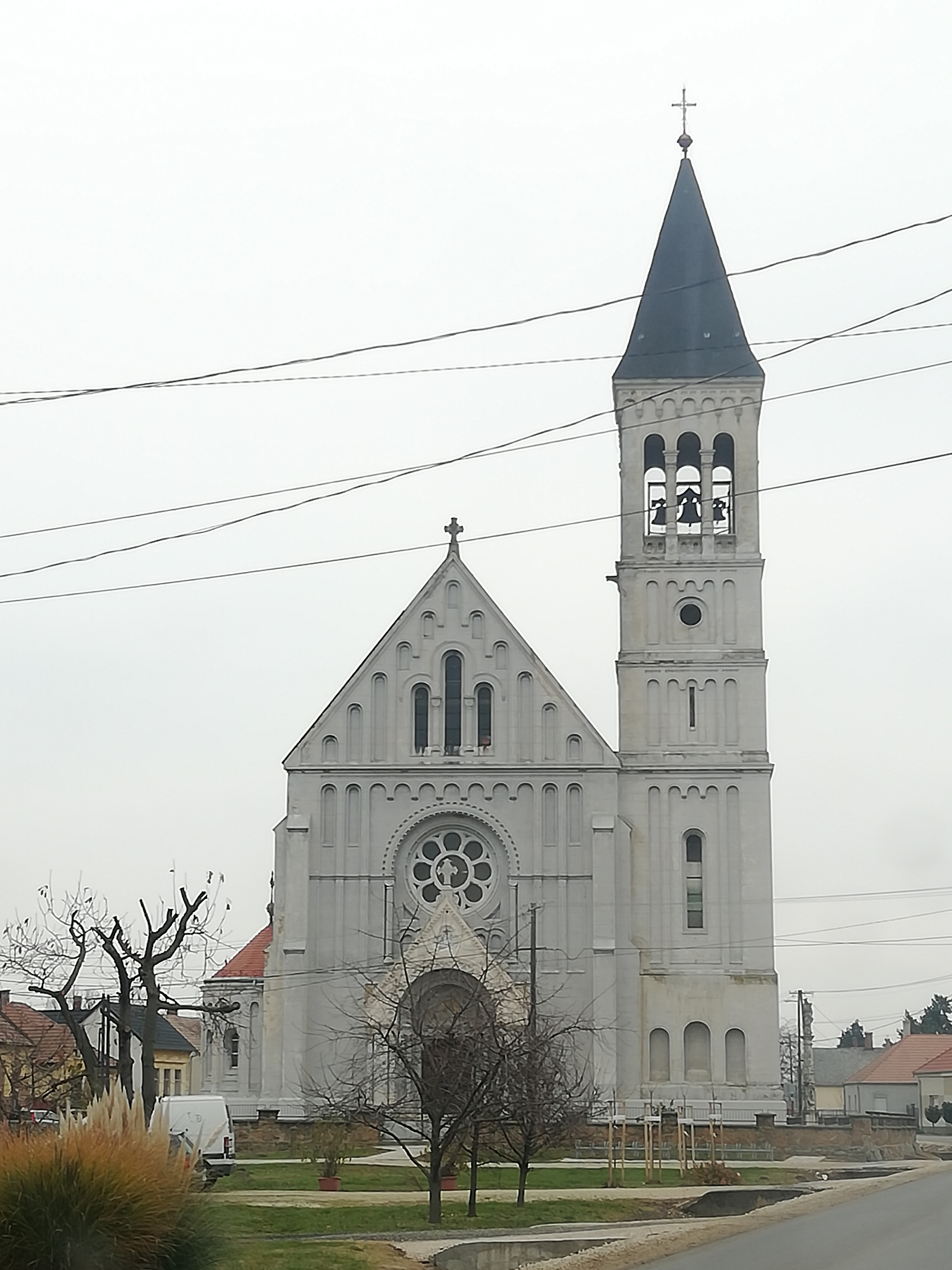
A neoromán stílusú római katolikus templom
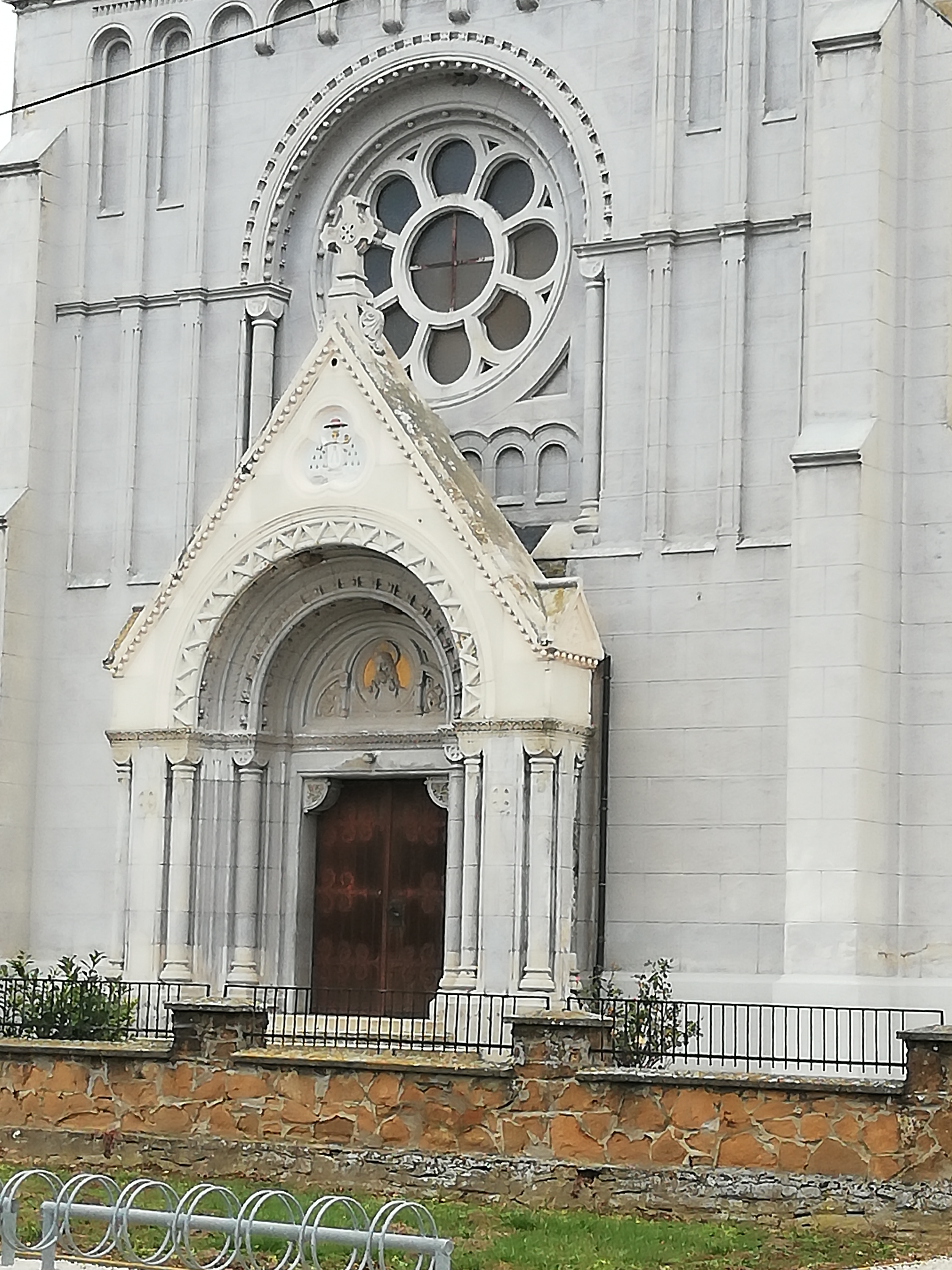
Rábacsanak templomkapu
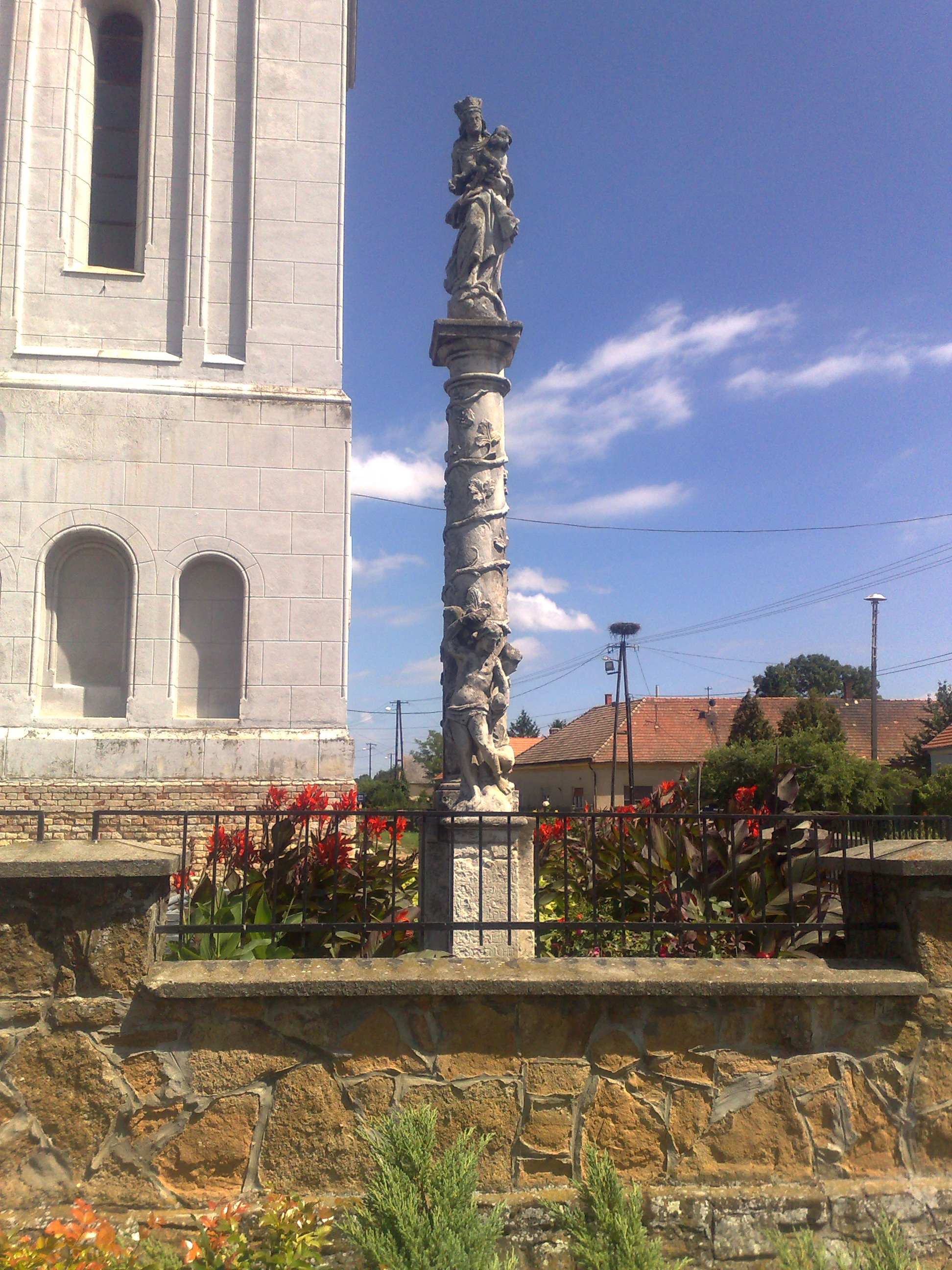
Mária és Szent Sebestyén oszlopa
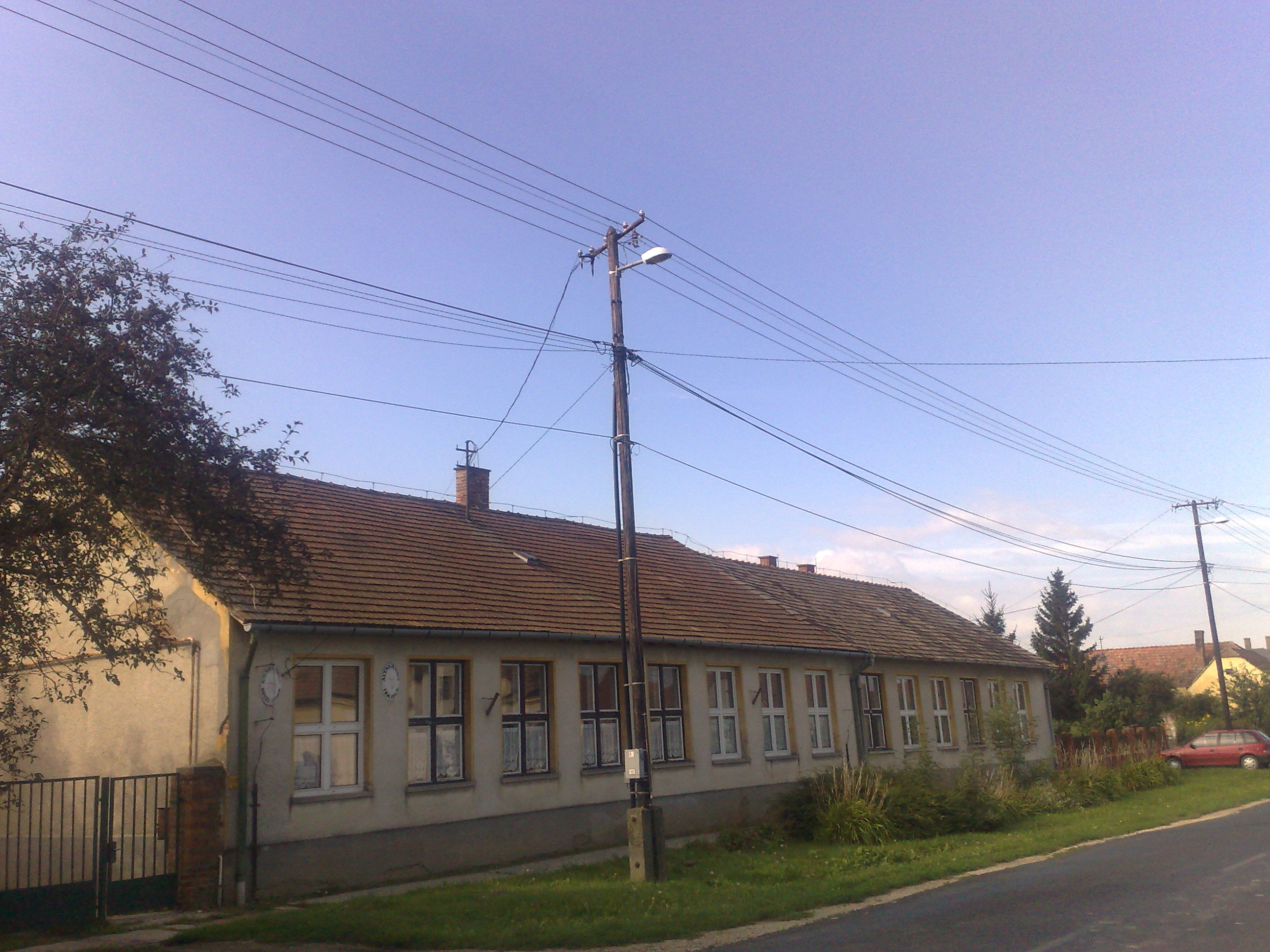
Az iskola
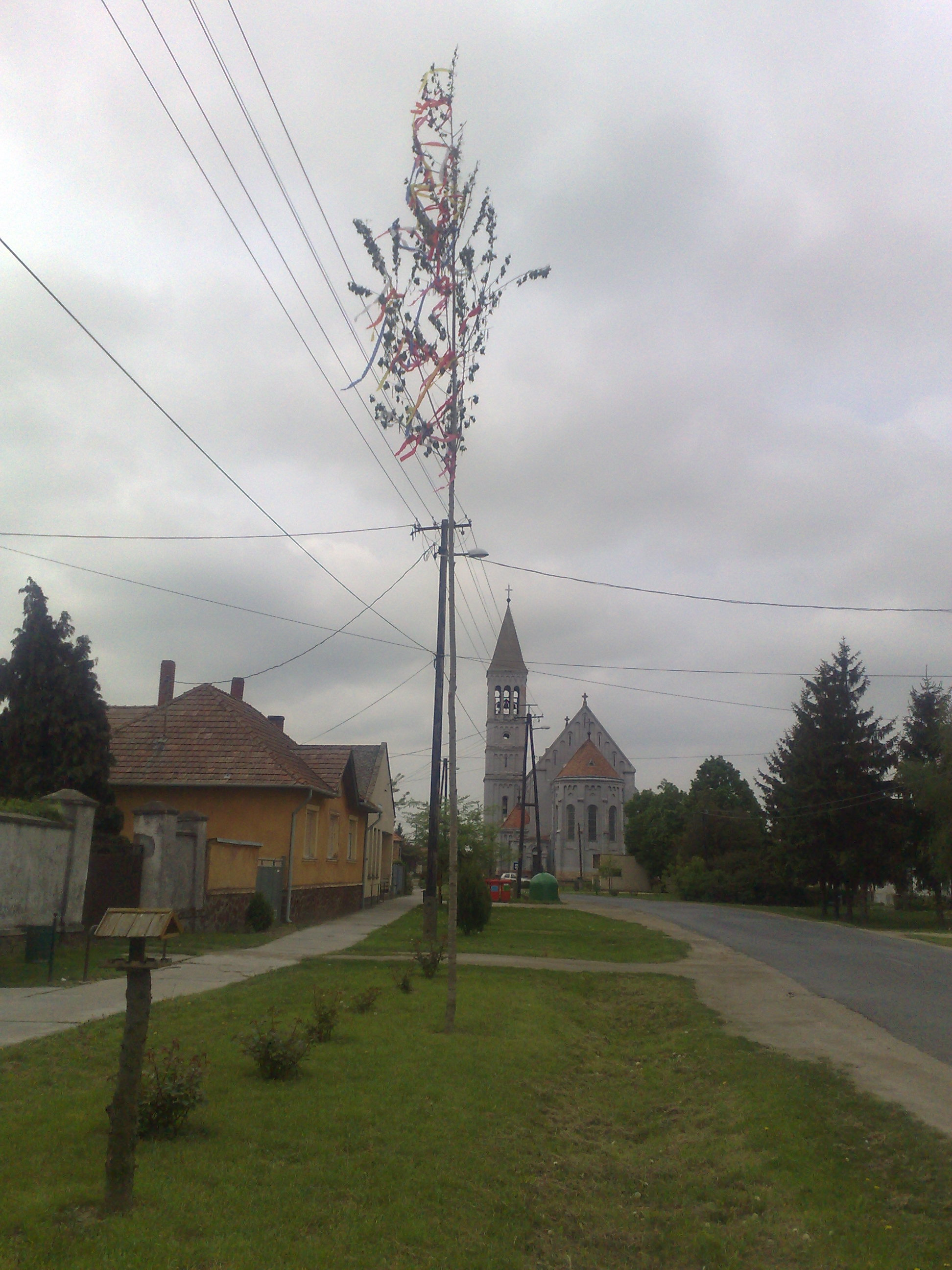
Májusfa a Hunyadi János utcában 2010-ben
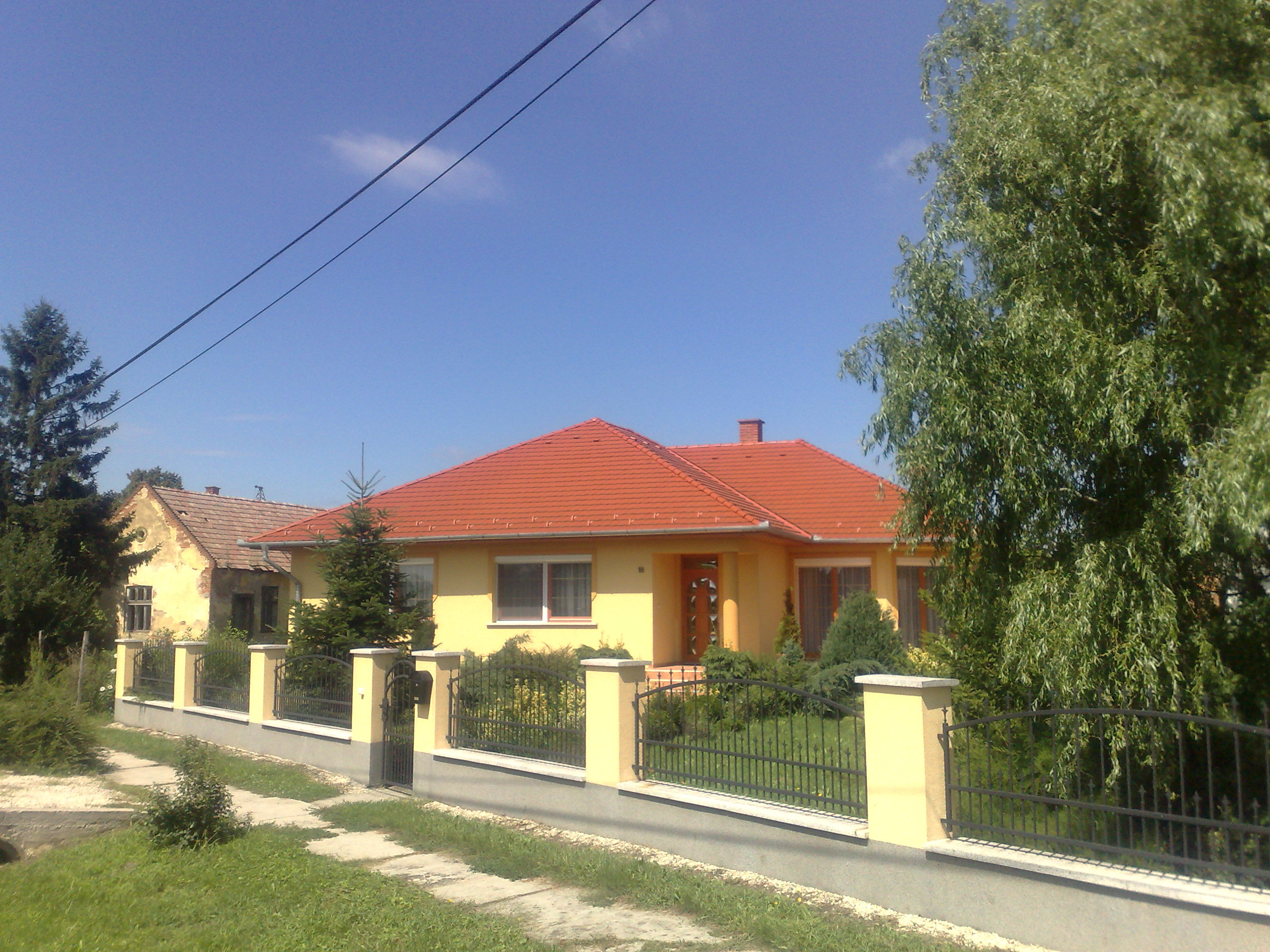
Régi ház és új ház a falu főutcájában